# グリーゼ251
グリーゼ251（HIP 33226またはHD 265866とも呼ばれる）とは、太陽系から約18光年離れた位置にある恒星である。ふたご座に位置し、この星座の中で最も近い恒星である。ふたご座シータ星から49分角離れた、ぎょしゃ座との境界近くに存在する。見かけの等級は+9.89であるため、肉眼では観測できない。グリーゼ251に最も近い恒星は、3.5光年離れた位置に存在するグリーゼ268である。
グリーゼ251は、有効温度が約3300ケルビンでスペクトル分類がM3Vの赤色矮星である。その質量は約0.36太陽質量と測定されており、半径は約36太陽半径である。グリーゼ251の金属量はおそらく太陽の金属量よりわずかに少ないとされている。赤外線波長での観測は、恒星の周囲の星周円盤の存在を除外する。

## 惑星系
2019年に、ドップラー分光法によって2つの候補惑星が検出され、1.74日と607日の公転周期でグリーゼ251の周囲を公転しているとされていた。
しかし、CARMENESのデータを使用した2020年の新しい研究では、両方の信号が恒星の活動によって引き起こされたことがわかったため、両方の候補惑星は存在しないことが判明した。CARMENESのデータに基づいて、チームは、14.238日の周期で公転する1つのスーパー・アースであるグリーゼ251bがグリーゼ251の周囲を公転していることを公表した。
| 名称 （恒星に近い順） | 質量        | 軌道長半径 （天文単位） | 公転周期 (日) | 軌道離心率      | 軌道傾斜角 | 半径 |
| --------------------- | ----------- | ----------------------- | ------------- | --------------- | ---------- | ---- |
| b                     | ≥4.0±0.4 M⊕ | 0.0818+0.0011 −0.0012   | 14.238±0.002  | 0.10+0.09 −0.07 | —          | —    |